# Нарышкин, Кирилл Михайлович
Кирилл Михайлович Нарышкин (22 июня 1785, Москва — 7 января 1857, Москва) — русский военачальник, генерал-майор. Брат декабриста Михаила Нарышкина.

## Биография
Старший сын подполковника Михаила Петровича Нарышкина от брака с княжной Варварой Алексеевной Волконской. Родился в Москве, крещен в церкви Симеона Столпника на Поварской при восприемстве П. П. Нарышкина и сестры Маргариты Нарышкиной. По отцу правнук первого губернатора Петербурга К. А. Нарышкина.
Службу начал 21 мая 1803 года юнкером в 12-й Артиллерийский батальон. 10 сентября был переведен в 8-й Артиллерийский полк
с чином портупей-юнкер. С 13 апреля 1805 года подпоручик, с 21 января 1807 года поручик. Участвовал в сражении с французской армии в Пруссии. Принимал участие в битве при Командорфе, в сражении при Прейсиш-Эйлау. Награждён Золотым крестом. Участвовал в сражении при Гейльсберге. Награждён золотой шпагой с надписью «За храбрость». За сражении при Фридланде награждён прусским орденом «За заслуги».
15 февраля 1808 года переведён в лейб-гвардии Артиллерийский батальон. В 1810 году назначен адъютантом к военному министру.
В 1811 году переведен в лейб-гвардии Преображенский полк с оставлением в должности;
с 9 декабря  штабс-капитан. Принимал участие в Отечественной войне 1812 года. 
Участвовал в сражении за Витебск, за Смоленск, в аръегардном бою под Вязьмой и Гжатском. 24-26 августа участвовал в Бородинском сражении. Награждён орденом Св. Владимира IV степени с бантом. За сражении под Можайском,  Малоярославцем и под Красным награждён орденом Св. Анны II степени и Серебряной медалью на голубой ленте. Принимал участие в Войне шестой коалиции. С 4 мая 1813 года капитан за отличие по службе. Участвовал в бою под Кеннигсвартом, под Бауценом, в осаде Дрездена и сражении при Кульме и Лейпцигом. Награждён орденом Св. Анны II степени с алмазами и прусским Железным крестом. 7 декабря 1813 года полковник с назначением командиром Колыванского пехотного полка.
В 1814 году участвовал в сражении при Бриенн-Лешато и Ла-Ротьере, где получил сильную контузию в левую ногу, награждён орденом Св. Владимира III степени. Командовал корпусным авангардом в сражении при Шампобере. За сражении при Нейи, Суассоне.
и при Сен-Дизье награждён прусским орденом Красного Орла III степени. Будучи командиром Псковского пехотного полка, участвовал в 1815 году в походе во Францию. С 12 декабря 1821 года генерал-майор с назначением командиром 3-й бригады 3-й пехотной дивизии. 8 февраля 1826 года был уволен от службы по ранению с мундиром.
Награждён орденом св. Георгия 4-й степени (№ 3876 по кавалерскому списку Григоровича — Степанова)
После отставки жил в Петербурге, занимался разделом имущества, доставшегося в наследство после смерти отца, и управлением хозяйством. Владел имениями в Нижегородской губернии Богородского уезда, Калужской губернии Масальского уезда и Тульской губернии Каширского уезда. Всего до 4000 душ. Последние годы жил в Москве, где и умер в январе 1857 года от воспаления желудка. Похоронен в Донском монастыре (место могилы известно приблизительно, надгробие не сохранилось).

## Семья
Жена (с 1816 года) — Анна Николаевна Сутгоф (1800—30.03.1886), дочь генерал-майора Н. И. Сутгофа и сестра декабриста  Александра Сутгофа.
Дети: Алексей (1817—28.01.1819), Алексей (28.02.1819—1862; камергер, женат с 17 сентября 1847 года на фрейлине Наталье Александровне Талызиной), Пётр (1823—1897; майор, женат (с 28 октября 1857 года) на Елизавете Александровне Ульяниной), Михаил (1825—1890), Наталья (1827—1882; замужем с 12 октября 1847 года за А. А. Аверкиевым), Николай (22.02.1832—1864), Мария (22.02.1832—26.08.1885; близнец с братом, крестница А. И. Коновницыной, фрейлина двора, умерла от чахотки), Александр (1837—1847), Софья (03.02.1840— ? ; фрейлина двора, замужем за графом Н. И. Коновницыным; монахиня Шамординского монастыря в Калужской губернии).